# جاك لامبرت
جاك لامبرت (بالإنجليزية: Jack Lambert)‏ (و. 1899 – 1976 م) هو ممثل، من المملكة المتحدة، توفي عن عمر يناهز 77 عاماً.

## وصلات خارجية
- جاك لامبرت على موقع IMDb (الإنجليزية)
- جاك لامبرت على موقع قاعدة بيانات برودواي على الإنترنت (الإنجليزية)
- جاك لامبرت على موقع قاعدة بيانات الأفلام السويدية (السويدية)
- جاك لامبرت على موقع قاعدة بيانات الفيلم (الإنجليزية)
- جاك لامبرت على موقع كينوبويسك (الروسية)